# Ева Турнова
Ева Турнова (на чешки: Eva Turnová) е чешка музикантка – бас китаристка, композиторка, писателка, текстописец, актриса и преводачка.

## Биография и творчество
Ева Турнова е родена на 9 май 1966 г. в Прага, Чехословакия. Завършва специалност чешка и английска филология във Факултета по изкуствата на Карловия университет в Прага. Следва и две години в Националната консерватория, но не завършва.
След дипломирането си прави преводи на книгата „Райски експрес“ на Марк Вонегът, на филмовата версия на „Червеното джудже“ и няколко други филма и сценарии. Участва в няколко игрални филми: в „Не правете нищо, освен ако нямате сериозна причина за това“ от 1991 г. на Ян Хршебейк, в „Мнага - хепиенд“ от 1996 г. на Петр Зеленка и в „Канарче“ от 1999 г. на Виктор Тауш. Участва и в телевизионни документални филми за Чешката телевизия на режисьорите Дана Смржова и Яна Читилова.
Работи също като бас китарист в различни музикални групи. В периода 1989 – 1993 г. тя е член на Odvážná srdce (Смели сърца), в периода 1995 – 2001 г. е член на музикалната рок група DG 307, в периода 1997 – 1999 г. Zbytky charismat (Останки от харизма), и в периода 1999 – 2000 г. е член на Madness of Mejla (Лудостта на Мейла). От 2001 г. е член на музикалната алтернативна рок група The Plastic People of the Universe, която напуска през 2015 г. Композира музика за реклами и филми. През 2008 г. издава първия си солов албум, наречен „Вечности“ (Eturnity). Съосновава рок група, с която свири.
Тя сътрудничи на седмичните списания Instinkt, Reflex, Reportér и Respekt, Deník.cz и портала Seznam Médium. Тя чете своите глоси и фейлетони в чешките радиостанции Český rozhlas Plus и в Český rozhlas Dvojka. Те са публикувани в поредицата сборници „Турнова хай“ (Turnový háj). Това са плътни мини-истории, горчиво хумористични погледи върху настоящето, които закачливо улавят абсурда на различни ситуации и преживявания.
Тя има дъщеря Йохана от актьора Карел Добрий. Първият ѝ съпруг е филмовият, телевизионен и театрален актьор и музикант Давид Матасек, с който се развеждат след пет години. Тя също има връзка с писателя Емил Хакъл, който претворява отношенията им в романа „Интимната кутия на Сабрина Блек“.
Ева Турнова живее в Прага.

## Произведения
- Turnový háj 1 (2013)[1][2]
- Turnový háj 2 (2014)
- Turnový háj 3 (2014)
- Turnový háj 4 (2016)
- BE100F (2016) – сборник от най-доброто от първите пет книги
- Turnový háj 5 (2017)
- Turnový háj 6 (2018)
- Turnový háj 7 (2019)
- Turnový háj 8 (2020)
- Turnový háj 9 (2021)
- Turnový háj 10 (2022)
- Kniha povídek V zimě se u nás netopýr (2023)[3]

## Филмография
- 1991 Nedelejte nic, pokud k tomu nemáte vázny duvod
- 1996 Mnága - Happy End
- 1999 Kanárek